# (55636) 2002 TX300
(55636) 2002 TX300 является ярким объектом пояса Койпера во внешней части Солнечной системы. Его размеры оцениваются в 286 км. Однако есть много обнаруженных членов семьи Хаумеа 15 октября 2002 года, программой изучения астероидов сближающихся с Землёй (NEAT).
Среди классических объектов пояса Койпера по абсолютным значениям, таких как Квавар и Варуна, 2002 TX300 имеет самую эксцентричную и наклонённую орбиту.
Измерения показали изменение визуальной яркости, по которым был определён приблизительный период вращения от 7,9 ч до 15,8 ч. (различие между одно- и двухгорбой кривой блеска, не могут быть сделаны с большой уверенностью). Изменения в яркости весьма близки к значениям погрешности и это вероятно также связано с неправильной формой объекта.

## Орбита
2002 TX300 классифицируется как классический объект пояса Койпера и его орбита очень похожа на орбиту Хаумеа: очень наклонена (26°) и умеренно эксцентрична (е ~0,12), благодаря чему она достаточно далека от Нептуна (перигелий около 37 а.е.), чтобы не испытывать регулярные возмущения со стороны восьмой планеты. Другие кьюбивано средних размеров, такие как 2002 UX25, и 2002 AW197, следуют на схожих орбитах.
Был обнаружен 303 раза в архивах изображений с 1954 года.

## Размеры
В 2004 году, без обнаружения ИК тепловых выбросов был предложен верхний предел его диаметра в 709 км и нижний предел его альбедо 0,19. В 2006 году исследования диаграммы показали, что TX300 может быть такого же размера как и (50000) Квавар. Диаграмма во многом основывается на концепции, что TX300 по абсолютной величине (Н) 3,2 может иметь альбедо около 0,08, что приводит к более оптимистичным оценкам диаметра — около 1000 км.
Измерения космическим телескопом «Спитцер» в 2007 году показали, что объект может быть меньше 435 км в диаметре. Так как данный объект является членом группы Хаумеа, предполагалось, что он может иметь альбедо около 0,7, из чего следует, что его диаметр около 360 км.
2002 TX300 покрыл сравнительно яркую звезду с видимой звёздной величиной 13,1m 9 октября 2009 года. Это событие было видно из Австралии, возможно, Новой Зеландии, а также на юге США и в Мексике. Измеренный диаметр объекта составил 286 км, а альбедо — около 0,88. Где-то между размером 200 км и 400 км ледяные тела могут стать сферическими. Несколько небольших ледяных лун низкой плотности диаметром 400 км или более, как известно, сферические.

## Поверхность
Спектр в видимой и ближней инфракрасной областях очень похож на спектр Харона и характеризуется от нейтрального до синего отклонения (1 % / 1000 Å) с глубокими (60 %) полосами поглощения воды (на 1,5 и 2,0 мкм). Минералогический анализ указывает на существенную долю частиц водяного льда. Из-за нечёткости изображений было невозможно различить аморфным или кристаллическим является лёд (кристаллический лёд был обнаружен на Хароне, Кваваре и Хаумеа). 

## Происхождение
Общие физические характеристики с карликовой планетой Хаумеа вместе с аналогичными элементами орбиты привели к предложению, что 2002 TX300 является членом группы Хаумеа и объектом столкновения. Объект, вместе с другими членами группы ((19308) 1996 ТО66, (24835) 1995 SM55, (120178) 2003 OP32, и (145453) 2005 RR43), возник из ледяной мантии, выброшенной из прото-Хаумеа в результате столкновения с другим большим (~ 1660 км) телом.